# Franzalbert Joku
Franzalbert Joku, né le 20 février 1953 et mort le 28 avril 2019, et un militant papou puis diplomate indonésien.

## Biographie
Il est issu d'une lignée de chefs d'un village du peuple autochtone sentani dans le nord de ce qui est alors la Nouvelle-Guinée néerlandaise,. Après l'annexion de ce territoire par l'Indonésie au début des années 1960, sa famille et lui fuient la répression indonésienne et s'installent en Papouasie-Nouvelle-Guinée au début des années 1970. Il y travaille comme journaliste, puis comme conseiller auprès du gouvernement en matière de politique étrangère ; il est notamment porte-parole du Premier ministre Julius Chan. 
À la toute fin du XXe siècle il est un membre important du présidium du Conseil papou (en), mouvement qui revendique l'autonomie politique de la Nouvelle-Guinée occidentale (dite aussi Papouasie), jusque'à l'assassinat par les forces spéciales indonésiennes du chef de ce mouvement, Theys Eluay. Franzalbert Joku promeut notamment cette cause auprès du Groupe Fer de lance mélanésien et auprès du Forum des îles du Pacifique. À partir de 2001, il soutient la promesse exprimée par le gouvernement indonésien d'un statut d'autonomie pour la Papouasie, et retourne en Indonésie en 2008. Dès lors, il représente le gouvernement indonésien lors de sommets internationaux, et explique préférer un statut d'autonomie et la prospérité pour la Papouasie au sein de l'Indonésie, plutôt qu'une pleine indépendance dans le court terme.
Il est décoré en 2014 de l'Étoile de la république d'Indonésie (en) par le président Susilo Bambang Yudhoyono, puis est fait officier de l'ordre de Logohu en 2018 par le gouverneur général de Papouasie-Nouvelle-Guinée, Sir Bob Dadae. En 2018, il joue un rôle de premier plan dans les efforts de la diplomatie indonésienne qui amènent le gouvernement des Îles Salomon à réduire leur soutien pour les indépendantistes papous. 
Il meurt l'année suivante à Jayapura, de complications résultant d'une insuffisance rénale et d'une insuffisance cardiaque,.